# Rómaifürdő megállóhely
Rómaifürdő megállóhely egy budapesti HÉV-megálló, melyet a MÁV-HÉV Helyiérdekű Vasút Zrt. (MÁV-HÉV) üzemeltet.

## Forgalom
| Járat | Útvonal | Gyakoriság      |
| ----- | --- | --------------- |
|       | Batthyány tér – Margit híd, budai hídfő – Szépvölgyi út – Tímár utca – Szentlélek tér – Filatorigát – Kaszásdűlő – Aquincum – Rómaifürdő – Csillaghegy – Békásmegyer                                                                                            | 5-30 percenként |
|       | Batthyány tér – Margit híd, budai hídfő – Szépvölgyi út – Tímár utca – Szentlélek tér – Filatorigát – Kaszásdűlő – Aquincum – Rómaifürdő – Csillaghegy – Békásmegyer – Budakalász – Budakalász, Lenfonó – Szentistvántelep – Pomáz – Pannóniatelep – Szentendre | 7-30 percenként |

## Megközelítés budapesti tömegközlekedéssel
- Busz:  34, 134
- Éjszakai busz:  923